# Shantung

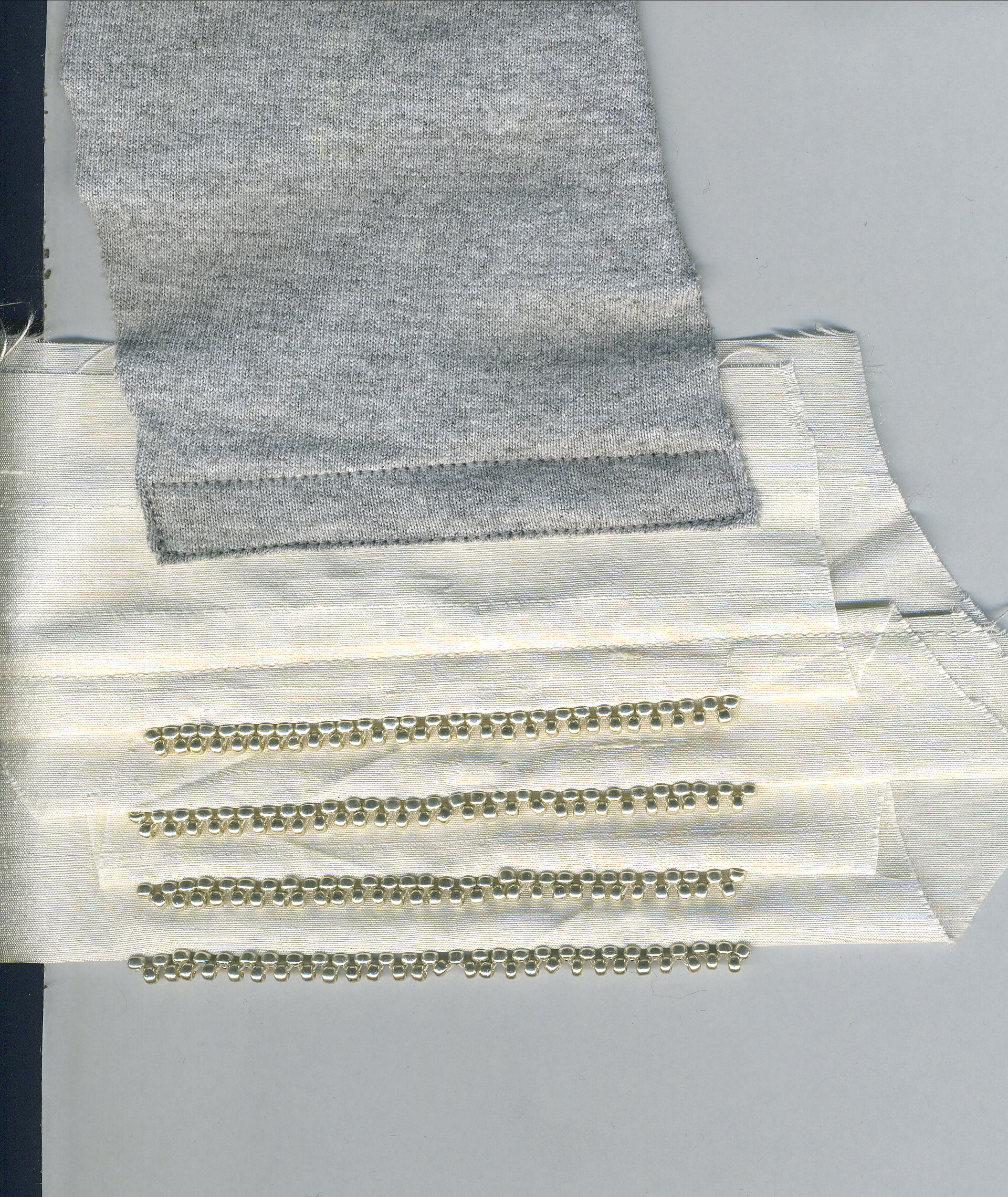
Tessuti di Shantung

Lo shantung è un tessuto di seta selvaggia (tussah), di colore unito, caratterizzato da una superficie ruvida, molto irregolare e dall'aspetto grezzo.

## Etimologia
Originario della provincia cinese di Shandong.
Costruito con un'armatura a tela, tramato con doppione o altro filo che lo imita, con colori generalmente sgargianti, di mano sostenuta, gioca sugli effetti di lucido e opaco.
Lo shantung originale, pregiatissimo, era tessuto con il doppione, bava di seta doppia prodotto da due bachi che costruiscono il bozzolo insieme, rarissima e costosissima, caratterizzata da una grande irregolarità, con fiammature, grumi, bottoni, nodi.
Oggi con questo nome si indicano tessuti di peso vario in seta, cotone o altre fibre anche sintetiche, che ne riproducono artificialmente l'aspetto rustico con filati che inglobano cascami per imitare la fiammatura e la bottonatura.
Utilizzato in arredamento per cuscini e tendaggi, e in abbigliamento soprattutto femminile per abiti, gonne e camicette.